# 료화
료화(1988년 ~ )는 대한민국의 가수다. 2015년 싱글 《Luvstagram》으로 데뷔했다.

## 방송
- 전국노래자랑 (2020) - 대구광역시 달서구편 최우수상
- 히든싱어 7 (2022) - 규현 편 우승, 왕중왕전 10위

## 음반
- Luvstagram (2015)